# 方丹莱卡皮
方丹莱卡皮（法語：Fontaine-lès-Cappy，法語發音：[fɔ̃tɛn lɛ kapi]，意为“卡皮附近的方丹”）是法国上法蘭西大區索姆省的一个市镇，属于佩罗讷区。

## 地名
“方丹”（Fontaines）意为“泉”。法语地名通名在“枫丹白露”（Fontainebleau）等少数拥有传统译名的地名中译作“枫丹”，不过在《世界地名翻译大辞典》、《世界地名译名词典》和《法国地图册》等主流地名译名类书籍资料中多译作“方丹”。

## 地理
方丹莱卡皮（49°53'54"N, 2°46'51"E）面积3.47 平方千米，位于法国上法蘭西大區索姆省，该省份为法国北部沿海省份，北起加来海峡省和北部省，西接滨海塞纳省和大西洋英吉利海峡，南至瓦兹省，东临埃纳省。
与方丹莱卡皮接壤的市镇（或旧市镇、城区）包括：卡皮、许涅、栋皮埃尔-贝坎库尔、费村、桑泰尔地区富科库尔。
方丹莱卡皮的时区为UTC+01:00、UTC+02:00（夏令时）。

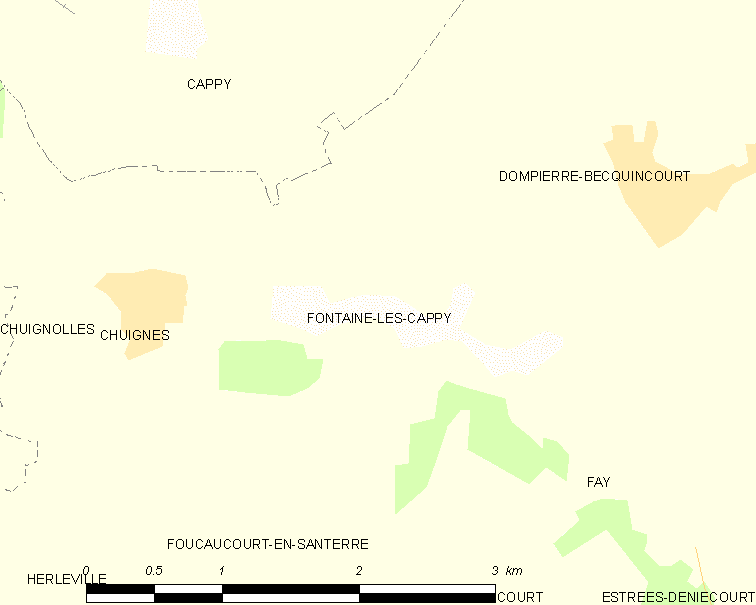
方丹莱卡皮的OSM定位图

## 行政
方丹莱卡皮的邮政编码为80340，INSEE市镇编码为80325。

## 政治
方丹莱卡皮所属的省级选区为阿姆县。

## 人口

1962-2008年间方丹莱卡皮人口变化图示

方丹莱卡皮于2022年1月1日时的人口数量为56人。